# Two Lights
A Two Lights Five for Fighting (születési neve John Ondrasik) amerikai énekes-zeneszerző negyedik stúdióalbuma.
Az albumon először volt hallható a The Riddle című dal 2006. június 14-én, majd ezt követte az album kiadása 2006. augusztus 1-én az Amerikai Egyesült Államokban.

## Dalok
1. "Freedom Never Cries" – 4:22
2. "World" – 3:52
3. "California Justice" – 4:22
4. "The Riddle" – 3:49
5. "Two Lights" – 4:45
6. "65 Mustang" – 4:22
7. "I Just Love You" – 4:02
8. "Policeman's Xmas Party" – 4:09
9. "Road To Heaven" – 5:36
10. "Johnny America" – 4:14

"The Best Buy Edition" lemez bónusz számai
1. "The Riddle (acoustic)"
2. "Drive You On"

iTunes-féle kiadás bónusz számai
1. "The Riddle (Acoustic)"
2. "Easy Tonight (Acoustic)"

## Az albumra írt dalok, de mégsem kerültek fel
- "China On the Horizon"
- "Who Will Save My Life Tonight?"

## Fordítás
- Ez a szócikk részben vagy egészben  a   Two Lights (album) című angol Wikipédia-szócikk fordításán alapul.  Az eredeti cikk szerkesztőit annak laptörténete sorolja fel. Ez a jelzés csupán a megfogalmazás eredetét és a szerzői jogokat jelzi, nem szolgál a cikkben szereplő információk forrásmegjelöléseként.